# Daseuplexia lagenifera
Daseuplexia lagenifera är en fjärilsart som beskrevs av Moore 1882. Daseuplexia lagenifera ingår i släktet Daseuplexia och familjen nattflyn. Inga underarter finns listade i Catalogue of Life.